# Luchthaven Tartu
Luchthaven Tartu (IATA: TAY) ligt ten zuidwesten van de Estische stad Tartu, bij het dorp Reola. De luchthaven, die geopend werd in 1946, staat ook bekend als Ülenurme Airport vanwege de nabijheid van de wat grotere plaats Ülenurme. De landingsbaan is 1799 meter lang.  
Estonian Air onderhield een lijndienst tussen Tartu en Tallinn. AirBaltic verzorgde vervoer tussen Tartu en Riga, maar deze dienst is beëindigd per 1 augustus 2011.
Finnair vliegt vijf keer per week tussen Tartu en Helsinki.